# Transfercel

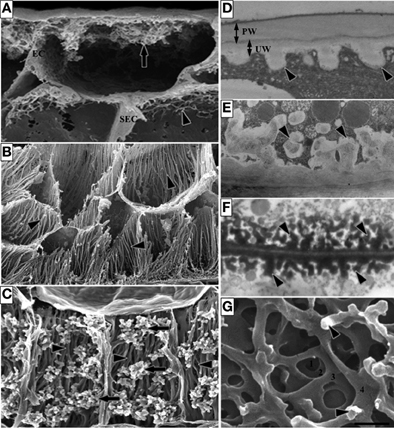
Figuur 1: Transfercellen in zich ontwikkelende zaden. A: Epidermale transfercellen van een tuinboonzaadlob, B:Basale endospermtransfercellen van mais, C: Dunwandig parenchym transfercel aan de binnenkant van de binnenste integument van de zaadhuid van behaarde katoen, D:De buitenste periclinale wand van een adaxiale epidermale cel van een tuinboonzaadlob. E:Kleine papillaire instulpingen (pijltjes) van een zaadhuidtransfercel van tuinboon F:Geweivormige netvormige wandinstulping (pijltjes) van een kern projectietransfercel van een zich ontwikkelend Triticum turgidum var. durum zaad, G:Het netvormige instulpingswandlabyrint van een abaxiale epidermale transfercel van een tuinboonzaadlob.

Een transfercel is een gespecialiseerde parenchymcel die een groter oppervlak heeft als gevolg van instulpingen van het celmembraan. Ze vergemakkelijkt het transport van suikers van voornamelijk bladeren naar een plek met een grote suikerbehoefte, waar vaak nieuwe bladeren, vruchten of zaden ontstaan. Ze worden ook aangetroffen in nectariën van bloemen en sommige vleesetende planten en in associatie met biotische symbionten (stikstofbindende bacteriën en mycorrhiza). Transfercellen worden vooral aangetroffen in planten in het gebied waar voedingsstoffen worden opgenomen of uitgescheiden.
Over het algemeen ontwikkelen transfercellen zich uit een reeks gedifferentieerde celtypen door een proces dat gepaard gaat met dedifferentiatie gevolgd door een nieuwe differentiatie, ook wel transdifferentiatie genoemd. Vanuit evolutionair perspectief verschijnt dit ontwikkelingsverschijnsel voor het eerst in algen (bijvoorbeeld thallustransfercellen  van de Chara alg Coleochaete orbicularis. Bij meristemen in de plantenstengel kan differentiatie van verschillende gastheerceltype naar transfercellen gelijktijdig optreden (bijvoorbeeld in het hypocotyl- en het epicotyl van sla). Transfercellen worden vernoemd naar het oorspronkelijke celtype, bijvoorbeeld epidermale transfercel uit een epidermiscel. Het dedifferentiatieproces maakt deel uit van de groei van de plant of vindt plaats als reactie op abiotische of biotisch stress.

## Vorm instulpingswand
Bij de instulpingswanden wordt onderscheid gemaakt tussen: netvormig of als een flens (respectievelijk figuren 1A, B) of in enkele gevallen komen beide instulpingswanden in dezelfde cel voor met netvormige wanden afgezet op de flenzen (figuur 1C). De vorming van de instulpingswand begint met de afzetting van een uniforme laag tegen de oorspronkelijke primaire wand (Figuur 1D). Het is vanuit deze uniforme wand dat de papillen van de netvormige wand (Figuur 1D) en ribben of banden van de flensvormige wand ontstaan. Als de afzetting op de instulpingswand gepolariseerd is, definieert de uniforme wand die polariteit. In transfercellen met netvormige wandinstulpingen varieert de mate van netvoming van enkele afzonderlijke papillen (Figuur 1E) tot vertakte geweivormige instulpingen (Figuur 1F) en uitgebreide labyrinten van netvormige lagen wandmateriaal (Figuur 1G) gevormd door een zich herhalende reeks van papillaire ingroei die vertakt en samensmelt om een wandlaag te vormen evenwijdig aan de oorspronkelijke wand. Flensinstulpingen worden afgezet als ribben of banden van wandmateriaal die uit de onderliggende wand komen (Figuur 1B). De flenzen strekken zich vaak gelijkmatig uit over de lengte van de cel (figuur 1C), maar ze kunnen ook geconcentreerd zijn in de richting van de buitenste periclinale wand (figuur 1B) en vertonen dus een zekere mate van polarisatie.
De term transfercel werd bedacht door Brian Gunning en John Stewart Pate. De aanwezigheid van transfercellen is over het algemeen gecorreleerd met een grote stroom van opgeloste stoffen door het celmembraan.

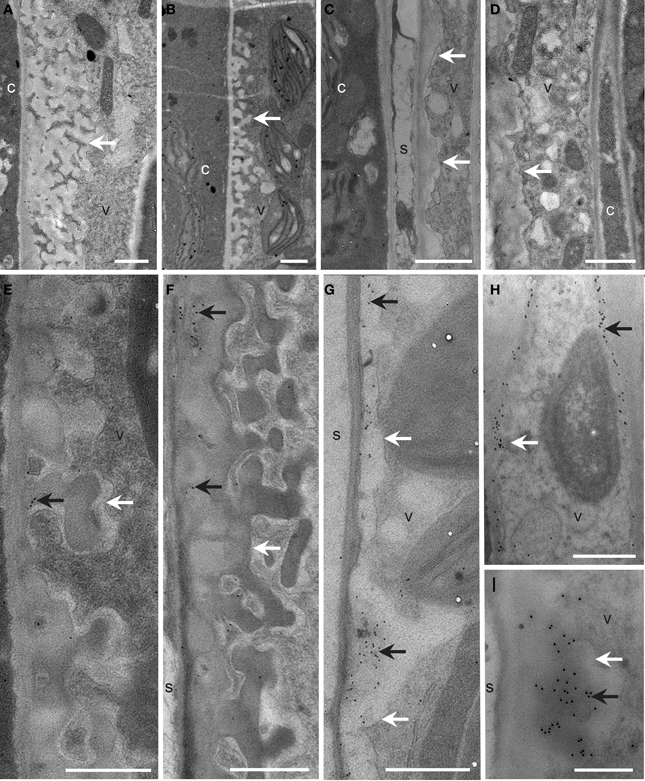
Zwarte pijlen markeren de instulping in de wand van floëemparenchymtransfercellen. Witte pijlen markeren de transfercelwanden. c, begeleidende cel; s, zeefelement; v, zeefvatparenchymtransfercel.

## Hypothetisch model van de differentiatie bij endospermtransfercellen

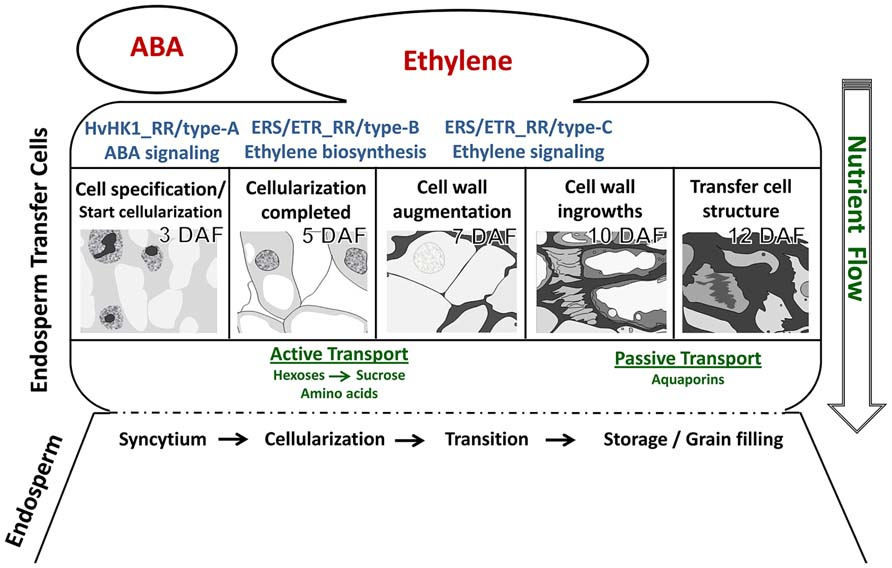
Hypothetisch model van de differentiatie bij endospermtransfercellen. (DAF=Dagen na bloei)

Er wordt een beslissende rol voor ABA (abscisinezuur) in de endospermtransfercelspecificatie en voor ethyleen als een inductieve verbinding voor celwandmodificatie verondersteld. Expressie van ABA-gerelateerde transcriptiefactoren en signaalelementen vlak bij het begin van cellulaire vorming, evenals transcriptionele regulatie van HvHK1 (Hordeum vulgare Histidine Kinase 1), wijst op vroege ABA-invloeden op celspecificatie die mogelijk door HvHK1 worden waargenomen. De biosynthese van ethyleen wordt duidelijk gestimuleerd in endospermtransfercellen na cellulaire vorming (5 dagen na bloei) in overeenstemming met transcriptioneel geactiveerde door de ethyleenreceptor geïnitieerde fosforrelais. Potentiële ERS/ETR-fosforelays (ERS/ETR=ethyleenreceptoren/ethyleenrespons) omvatten type-B RR's (RR=reactieregulator) bij 5 dagen na bloei, terwijl tijdens verdere endospermtransferceldifferentiatie andere RR-elementen (type-C-subgroep) zouden kunnen bijdragen aan ethyleensignaleringsroutes. Het veranderen van fosforrelaiselementen tijdens het vaststellen van de transfercel-anatomie gaat gepaard met de upregulatie van stroomafwaartse elementen op de ethyleensignaaltransductieroute. Dienovereenkomstig zou een cascade van ethyleenbiosynthese in endospermtransfercellen en de daaropvolgende ethyleenregulatie verantwoordelijk kunnen zijn voor structurele wijzigingen van endospermtransfercellen die op hun beurt verband houden met veranderde transportwijzen.